# Lluís Xavier Villanueva
Lluís Xavier Villanueva (Sabadell, Vallès Occidental, 26 de març de 1967) és un actor català. El 1991 es va llicenciar en art dramàtic a l'Institut del Teatre de Barcelona i en filosofia per la Universitat Autònoma de Barcelona. Al cap de vuit anys, va debutar a la televisió, amb el telefilm còmic Això s'acaba, de Sònia Sànchez. Ha treballat tant en cinema com en teatre, tant en català com en castellà.

## Treballs

### Cinema
- Lisístrata (2002)
- Antonio Antagónico, curtmetratge (2003)
- Soldados de Salamina (2003)
- Otro día, curtmetratge (2003)
- La soledat (2007)
- 7 pasos y medio (2009)
- Que se mueran los feos (2010)
- Fènix 11·23 (2012)
- Els nens salvatges (2012)
- L'enigma Verdaguer (2019)

### Televisió
- Això s'acaba (1999)
- Plats bruts (72 episodis, 1999-2002)
- Abuela de verano (1 episodi, 2005)
- Jet lag (1 episodi, 2006)
- Porca misèria (34 episodis, 2005-2007)
- Zoo (22 episodis, 2008)
- Doctor Mateo (9 episodis, 2009-2010)
- La sagrada família (28 episodis, 2010-2011)
- la Riera (2013)
- Benvinguts a la família (2018)
- Vintage (2024)

### Teatre
- 53 diumenges, 2020, direcció de Cesc Gay

- El nom, 2013, direcció de Joel Joan
- Políticament incorrecte, 2011, direcció de Paco Mir
- Lluny de Nuuk, 2010, direcció de Pere Riera
- A mi no em diguis amor, 2010, direcció de Marta Buchaca
- M de Mortal, 2010, direcció de Carles Mallol
- Tirant lo Blanc, 2009, direcció de Calixto Bieito
- Plataforma, 2006, direcció de Calixto Bieito
- Peer Gynt, 2006, direcció de Calixto Bieito
- El rei Lear, 2004, direcció de Calixto Bieito
- Via Gagarin, 2003, direcció de Jesús Díez
- Woyzeck, 2001, direcció d'Àlex Rigola
- Hamlet, 1999, direcció de LLuís Homar
- Enredos, 1997, direcció de Fernando Bernués
- L'avar, 1996, direcció de Sergi Belbel